# Амандола
Ама̀ндола (на италиански: Amandola, на местен диалект la Mànnola, ла Манола) е малко градче и община в Централна Италия, провинция Фермо, регион Марке. Разположено е на 500 m надморска височина. Населението на общината е 3709 души (към 2011 г.).
До 2004 г. общината е част от провинция Асколи Пичено, когато участва в новата провинция Фермо.